# Andabeløya
Andabeløya ist eine bewohnte Insel vor der Südküste Norwegens. Sie gehört verwaltungsmäßig zur Kommune Flekkefjord in der Provinz Agder.

## Geographie
Die Insel ist 4 km lang und bis zu 2 km breit und hat eine Fläche von 4,7 km². Sie liegt zwischen dem Strandsfjord im Westen, dem Fedafjord im Süden und dem Stolsfjord im Osten. Die Insel ist hügelig, die höchste Erhebung ist der 206 Meter hohe Brendøyknuten im Südosten der Insel. Auf der Insel gibt es mehrere Seen. Der größte dieser Seen ist das Engelsvatnet im Norden der Insel.

## Infrastruktur, Verkehr

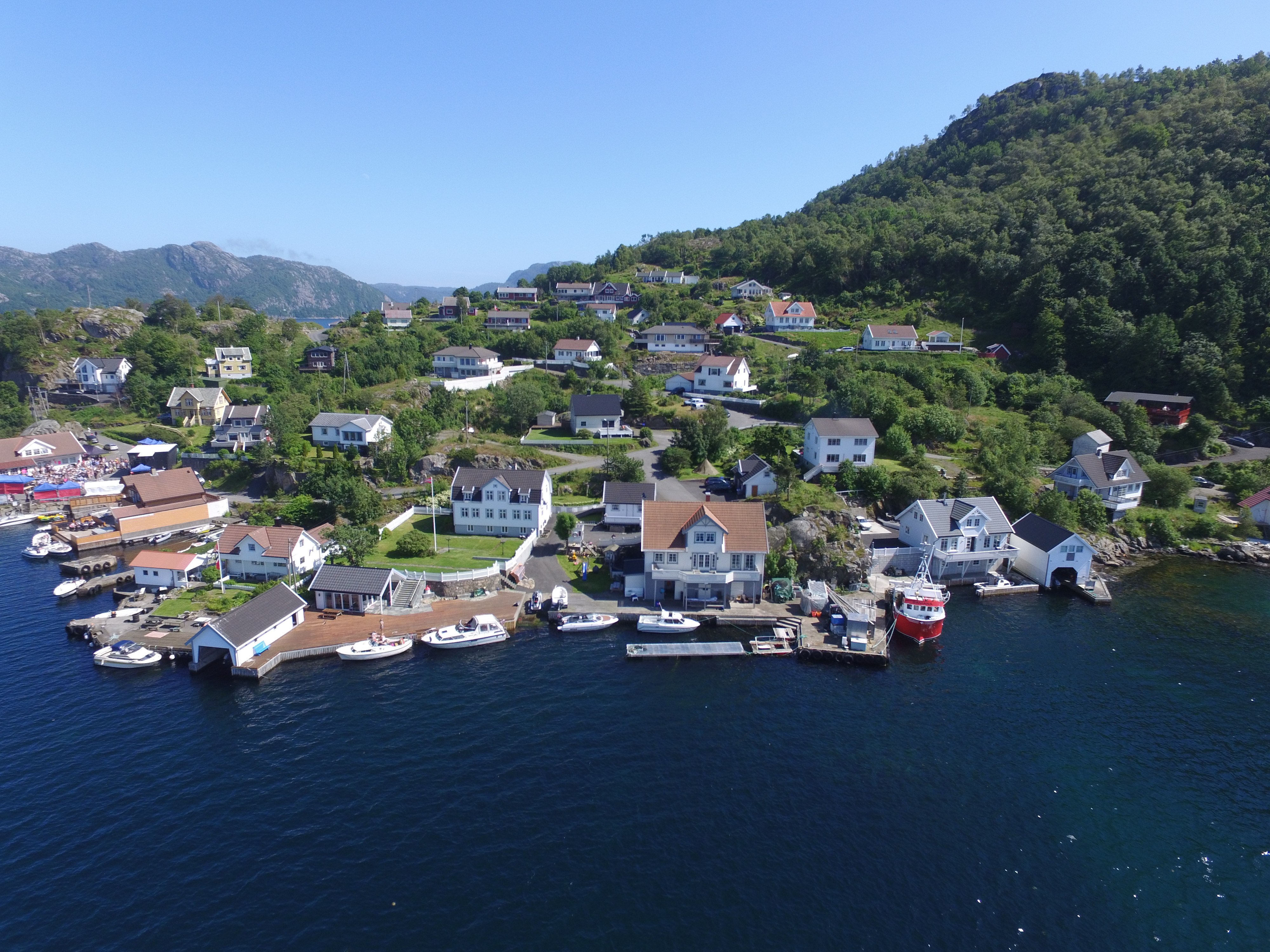
Der Ort Andabeløy aus nördlicher Richtung

Einziger Ort auf der Insel ist das Dorf Andabeløy im äußersten Nordosten der Insel. Dort leben im Jahr 2022 78 Einwohner. Es besteht eine Fährverbindung zum nördlich auf dem Festland liegenden Ort Abelsnes.
Der südliche, unbewohnte Teil der Insel ist Bestandteil des „Landschaftsschutzgebietes Flekkefjord“. Die Insel ist über ausgewiesene Wanderwege erschlossen.

## Kultur
Jeweils im Herbst findet auf der Insel ein Oktoberfest statt.